# Hiroshi Hatano
Hiroshi Hatano (japanisch 波夛野 寛 Hatano Hiroshi; * 22. Dezember 1984 in Kyoto) ist ein ehemaliger japanischer Fußballspieler.

## Karriere
Hatano erlernte das Fußballspielen in der Schulmannschaft der Rakusai High School und der Universitätsmannschaft der Tenri-Universität. Seinen ersten Vertrag unterschrieb er 2007 bei MIO Biwako Kusatsu. 2009 wechselte er zu Mitsubishi Mizushima FC. 2010 wechselte er zu Kamatamare Sanuki. 2013 wurde er mit dem Verein Vizemeister der Japan Football League und stieg in die J2 League auf. Ende 2014 beendete er seine Karriere als Fußballspieler.